# Reflejos de una fuente
Reflejos de una fuente es un cuadro del pintor español Joaquín Sorolla, terminado en 1908. Está realizado en óleo sobre lienzo, y tiene un tamaño de 59,3 x 99,3 cm. Se encuentra en el Museo Sorolla en Madrid. 
En el cuadro se muestras unas aguas de un estanque del Alcázar de Sevilla donde se ve reflejado el monumento.